# Championnats du monde de cross-country éliminatoire 2020
Navigation
2019 2021
Les championnats du monde de cross-country éliminatoire 2020 sont la 9e édition de ces championnats, organisés par l'Union cycliste internationale (UCI) et décernant les titres mondiaux en cross-country éliminatoire. Ils ont lieu le 25 octobre 2020 à Louvain en Belgique.

## Podiums
| Épreuves | Or                    | Argent            | Bronze        |
| -------- | --------------------- | ----------------- | ------------- |
| Hommes   | Titouan Perrin-Ganier | Simon Gegenheimer | Anton Olstam  |
| Femmes   | Isaure Medde          | Gaia Tormena      | Fem van Empel |

## Tableau des médailles
| Rang | Nation    | Or | Argent | Bronze | Total |
| ---- | --------- | -- | ------ | ------ | ----- |
| 1    | France    | 2  | 0      | 0      | 2     |
| 2    | Allemagne | 0  | 1      | 0      | 1     |
| 2    | Italie    | 0  | 1      | 0      | 1     |
| 4    | Pays-Bas  | 0  | 0      | 1      | 1     |
| 4    | Suède     | 0  | 0      | 1      | 1     |
|      | TOTAL     | 2  | 2      | 2      | 6     |